# Leucrocuta umbratica
Leucrocuta umbratica är en dagsländeart som först beskrevs av McDunnough 1931.  Leucrocuta umbratica ingår i släktet Leucrocuta, och familjen forsdagsländor. Inga underarter finns listade.